# Nová Ves nad Popelkou
Nová Ves nad Popelkou (německy Neudorf an der Popelka) je obec v okrese Semily v Libereckém kraji. Žije zde 679 obyvatel.

## Název
Dřívější název obce byl Nová Ves u Lomnice na Jičínsku.

## Historie
První písemná zmínka o obci pochází z roku 1369, ale existují spekulace, že obec byla založena někdy v první polovině 13. století, či jak uvádí jiný zdroj již roku 1097, kdy se do oblasti měly dostat slovanské kmeny. Bohužel přesná datace neexistuje. Kostel svatého Prokopa, který se nachází v obci, prošel během let několika rekonstrukcemi a jeho současná podoba pochází z roku 1747.

## Obyvatelstvo
| Rok            | 1869  | 1880  | 1890  | 1900  | 1910  | 1921  | 1930  | 1950 | 1961 | 1970 | 1980 | 1991 | 2001 | 2011 | 2021 |
| -------------- | ----- | ----- | ----- | ----- | ----- | ----- | ----- | ---- | ---- | ---- | ---- | ---- | ---- | ---- | ---- |
| Počet obyvatel | 1 422 | 1 348 | 1 377 | 1 251 | 1 229 | 1 132 | 1 112 | 847  | 801  | 759  | 696  | 671  | 649  | 620  | 625  |
| Počet domů     | 230   | 219   | 221   | 221   | 221   | 222   | 234   | 226  | 214  | 205  | 197  | 255  | 260  | 268  | 257  |

## Obecní správa

### Obecní symboly
Znak a vlajka byly obci uděleny rozhodnutím předsedy Poslanecké sněmovny Parlamentu České republiky dne 22. listopadu 2001.

## Pamětihodnosti
- Kostel svatého Prokopa
- Budova fary
- Smírčí kříž
- Podkostelní mlýn - Donedávna se v obci také nacházel historický mlýn Podkostelní, který byl však zbourán.
- Venkovská usedlost čp. 50, 150 (bez stodoly), 163, 205 a 226
- Venkovský dům čp. 57, 95, 100 a 102
- Sýpka u čp. 128
- Krucifix v zahradě u čp. 115
- Socha svatého Jana Nepomuckého
- Kovárna bývalá, s roubenou stodolou čp. 30

## Současnost
V obci je v současné době mnoho aktivit. V obci působí TJ Sokol (oddíl stolního tenisu a kopané), Hasiči (2011 - JPO 3), Myslivci, byl obnoven divadelní soubor, který po sametové revoluci zanikl (DS FrK). Každoročně se po Novém roce konají plesy v místním KD v pořadí: Myslivecký, Sportovní a Hasičský maškarní, kterému předchází odpolední dětský karneval, spolupořádaný s místním Svazem žen. KD je též využíván ke sjezdům a schůzím.
Obec provozuje též koupaliště (velké a malé pro děti), víceúčelové tenisové hřiště, které se v zimě mění na kluziště a na severní straně je v provozu vlek pro lyžaře se sjezdovkou dlouhou 300m.

### Koupaliště
Obec měla dlouho jen malé koupaliště. Dík tehdejšímu předsedovi JZD Vladimíru Noskovi[zdroj?] a ostatním členů MNV se po dlouhých jednáních začalo v roce 1969 s výstavbou bazénu velkého, který byl otevřen při 1. sjezdu rodáků v roce 1974. V roce 2010 se za přispění státní dotace na rozvoj turistického ruchu v rámci Mikroregionu Tábor provedla rekonstrukce malého bazénu včetně filtrace. Veliké koupaliště v současnosti chátrá.

### Vodník
V obci již po několik let sedával na vrbě u mostu přes Popelkou na hořením konci obce vyřezávaný dřevěný vodník z dílny Josefa Pánka. Časem uzrálo rozhodnutí vytvořit k potěše lidí vodníka kamenného. V neděli dne 3. srpna 2003 došlo ke slavnostnímu odhalení sochy vodníka. Tato byla vytesána z pískovce a zdobena pozlacenými lemy.

## Rodáci
Ve vsi se narodil František Mizera (1862-1924), semilský historik, pedagog, člen mnoha spolků.

## Galerie

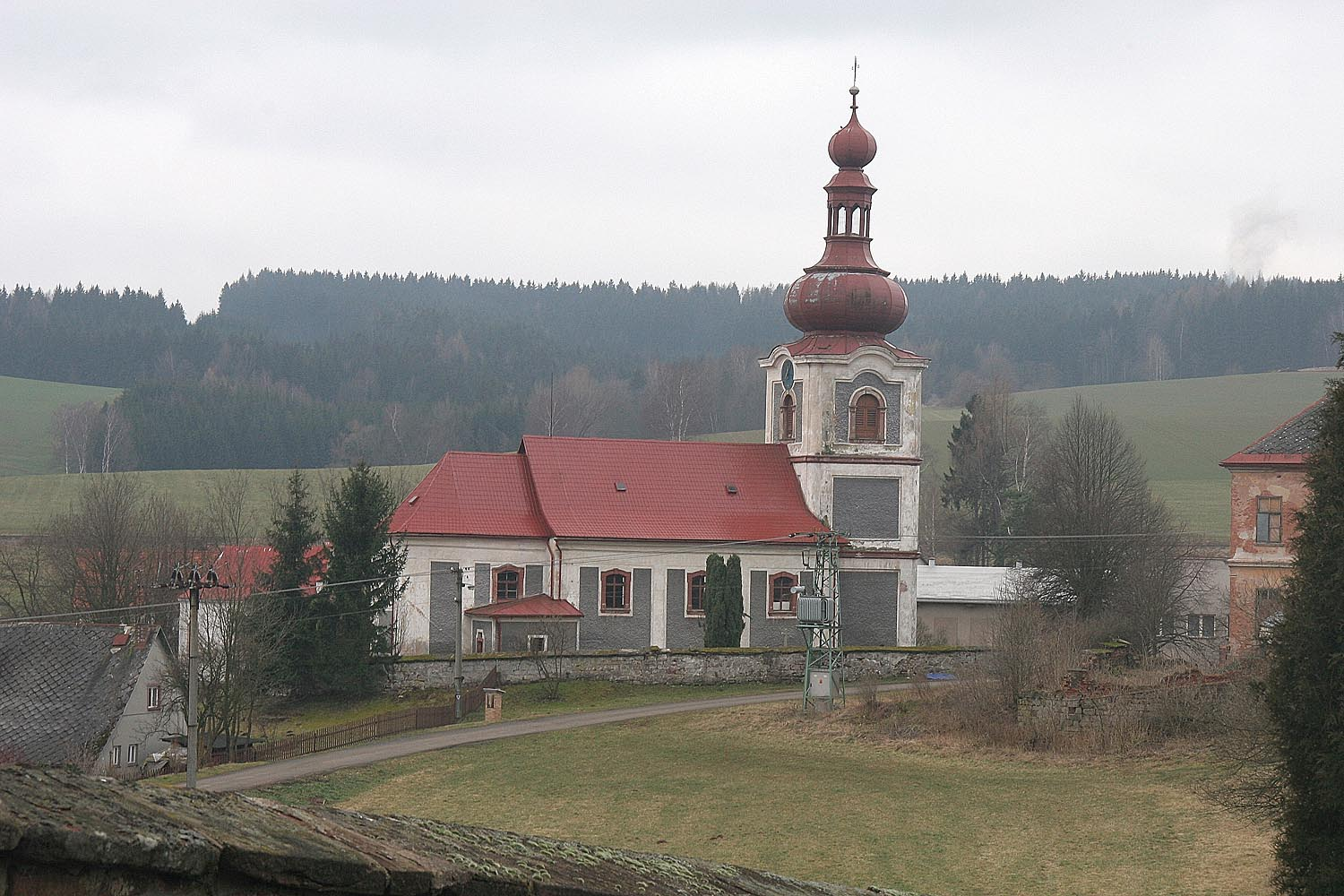
Kostel svatého Prokopa.